# SAK Sisimiut
Siumut Amerloq Kunuk Sisimiut (nach alter Rechtschreibung Sujumut Amerdloĸ Kunuk Sisimiut, kurz SAK Sisimiut) ist ein grönländischer Fußballverein aus Sisimiut.

## Geschichte

### Erste Jahre
SAK Sisimiut wurde 1951 gegründet und entstand durch eine Fusion der drei Vereine Sujumut („Vorwärts“), Amerdloĸ (der Name des Fjords, an dem die Stadt liegt) und Kunuk (ein Vorname).
Bei der ersten Ausgabe der Grönländischen Fußballmeisterschaft im Jahr 1954/55 nahm eine Mannschaft aus Sisimiut teil, bei der es sich vermutlich um SAK gehandelt hat. Die Mannschaft schied im mittelgrönländischen Finale aus. Auch 1958 ist die Teilnahme der Mannschaft überliefert. 1959/60 schied SAK Sisimiut im Achtelfinale aus. Als es 1963/64 (wieder) eine Schlussrunde gab, gelang SAK Sisimiut die Qualifikation für diese. Der Verein beendete sie auf dem dritten Platz. Auch in der Folgesaison konnte sich der Verein qualifizieren und erreichte erneut den dritten Platz, der aber der letzte war. Im Folgejahr wurde er Vizemeister. 1969 scheiterte der Verein wieder im mittelgrönländischen Finale und verpasste somit die Qualifikation für die Schlussrunde. 1970 war das mittelgrönländische Finale offenbar als Viertelfinale Teil der Schlussrunde und SAK Sisimiut schied erst im Halbfinale aus. 1971 und 1972 verpasste der Verein die Qualifikation wieder. 1973 konnte sich SAK Sisimiut wieder qualifizieren, aber die Abschlussplatzierung ist nicht überliefert. 1974 konnte die Mannschaft erstmals Meister werden, auch wenn sonst keine Informationen zur Saison vorliegen. Erst 1979 wird der Verein wieder erwähnt, als er Vizemeister wurde. Dies wiederholte die Mannschaft 1980, als sie das Finale erst im Elfmeterschießen verlor. 1981 und 1982 schied die Mannschaft jeweils im Halbfinale aus und wurde Dritter bzw. Vierter.

### Weniger erfolgreiche Zeit
In den folgenden Jahren konnte sich die Mannschaft offenbar nicht qualifizieren. Erst 1989 wird sie wieder erwähnt, als sie die Qualifikation deutlich verpasste, während sich der Lokalrivale S-68 Sisimiut qualifizieren konnte. 1990 nahm der Verein mit zwei Mannschaften an der Meisterschaft teil, aber beide Mannschaften konnten sich nicht für die Schlussrunde qualifizieren, wobei die Zweite Mannschaft in der Vorrunde, die Erste Mannschaft in der Zwischenrunde ausschied. Im Folgejahr nahmen wieder zwei Mannschaften teil und die Erste Mannschaft konnte sich für die Schlussrunde qualifizieren, belegte dort aber nur den fünften Platz. 1992 verpasste der Verein die Qualifikation wieder, während er 1993 wieder Fünfter wurde. 1995 wurde SAK Sisimiut Dritter. 1998 konnte sich der Verein nicht qualifizieren, 1999 hingegen schon, aber er belegte den letzten Platz. 2000 wurde SAK Sisimiut wieder Dritter, 2001 Vierter und 2002 Fünfter. 2003 nahm der Verein wieder mit zwei Mannschaften teil, von denen sich die Erste qualifizieren konnte und Platz 6 belegte. Von 2006 bis 2009 erreichte der Verein ebenfalls nur hintere Plätze oder solche im Mittelfeld. 2010 verpasste die Mannschaft die Qualifikation. 2011 war SAK Sisimiut als Gastgeber automatisch für die Schlussrunde qualifiziert und wurde Sechster. Auch die folgende Saison verlief wenig erfolgreich. 2014 verzichtete der Verein auf eine Teilnahme. 2015 misslang die Qualifikation ursprünglich, aber der Verein rückte auf und belegte am Ende den sechsten Platz. In den Jahren danach konnte sich der Verein entweder nicht qualifizieren oder verzichtete direkt auf die Teilnahme. 2022 und 2024 erreichte SAK Sisimiut den fünften Platz.

## Platzierungen bei der Meisterschaft
- 1954/55: nicht qualifiziert
- 1958: teilgenommen
- 1959/60: Achtelfinale
- 1963/64: Platz 3 (von 4)
- 1966/67: Platz 3 (von 3)
- 1967/68: Platz 2 (von 3)
- 1969: nicht qualifiziert
- 1970: Platz 3/4 (von 6)
- 1971: nicht qualifiziert
- 1972: nicht qualifiziert
- 1973: Platz 2/3/4 (von 4)
- 1974: Meister
- 1975: unbekannt
- 1976: unbekannt
- 1977: unbekannt
- 1978: unbekannt
- 1979: Platz 2 (von ?)
- 1980: Platz 2 (von 6)
- 1981: Platz 3 (von 6)
- 1982: Platz 4 (von 6)
- 1983: unbekannt
- 1984: unbekannt
- 1985: unbekannt
- 1986: unbekannt
- 1987: unbekannt
- 1988: unbekannt
- 1989: nicht qualifiziert
- 1990: nicht qualifiziert (Erste und Zweite Mannschaft)
- 1991: Platz 5 (von 6) (Erste Mannschaft), nicht qualifiziert (Zweite Mannschaft)
- 1992: nicht qualifiziert
- 1993: Platz 5 (von 8)
- 1994: unbekannt
- 1995: Platz 3 (von 8)
- 1996: unbekannt
- 1997: unbekannt
- 1998: nicht qualifiziert
- 1999: Platz 8 (von 8)
- 2000: Platz 3 (von 8)
- 2001: Platz 5 (von 8)
- 2002: Platz 6 (von 8) (Erste Mannschaft), nicht qualifiziert (Zweite Mannschaft)
- 2003: nicht teilgenommen
- 2004: unbekannt
- 2005: unbekannt
- 2006: Platz 7 (von 8)
- 2007: unbekannt
- 2008: Platz 6 (von 8)
- 2009: Platz 4 (von 8)
- 2010: nicht qualifiziert
- 2011: Platz 6 (von 10)
- 2012: Platz 7/8 (von 10)
- 2013: unbekannt
- 2014: nicht teilgenommen
- 2015: Platz 6 (von 8)
- 2016: unbekannt
- 2017: nicht teilgenommen
- 2018: nicht qualifiziert
- 2019: nicht teilgenommen
- 2020: nicht qualifiziert
- 2021: teilgenommen (nicht ausgetragen)
- 2022: Platz 5 (von 8)
- 2023: nicht qualifiziert
- 2024: Platz 5 (von 7)